# Martin Ponsiluoma
Martin Ponsiluoma (* 8. September 1995 in Östersund) ist ein schwedischer Biathlet. Seit 2017 tritt Ponsiluoma im Weltcup an, wo er 2018 mit der Staffel seine ersten Siege feierte. 2021 errang er den Weltmeistertitel im Sprint, 2022 holte er die olympische Silbermedaille im Massenstart. Mit der Männerstaffel wurde er 2024 erneut Weltmeister.

## Karriere

### Anfänge und erste Weltcupeinsätze (bis 2018)
Martin Ponsiluoma begann im Alter von 10 Jahren mit Biathlon im Verein Tullus SG, der im Skistadion von Östersund trainiert. Von 2013 bis 2016 nahm er an mehreren Großereignissen im Nachwuchsbereich teil: dem Europäischen Olympischen Winter-Jugendfestival 2013 sowie drei aufeinanderfolgenden Jugend- und Juniorenweltmeisterschaften von 2014 bis 2016. Als beste Ergebnisse belegte er dabei 2014 einen achten Platz im Sprintrennen und 2015 einen siebten mit der Staffel. Am Ende der Saison 2015/16 startete Ponsiluoma erstmals im IBU-Cup und verfehlte mit einem 42. und einem 49. Platz in den beiden Sprints die Punkteränge knapp. In der Saison 2016/17 nahm er regelmäßig an Rennen des IBU-Cups teil und erreichte in der Gesamtwertung den 33. Platz. Sein bestes Saisonergebnis war ein 16. Platz im Sprint, sowie ein 6. und 7. Platz mit der Mixed-Staffel. 2017 erhielt er in Oberhof einen ersten Weltcupeinsatz – der Großteil der ersten Mannschaft ließ die Rennen zur besseren WM-Vorbereitung aus – und wurde 86. im Sprint.
Ab dem Winter 2017/18 zählte Ponsiluoma zur A-Mannschaft, erhielt aber zunächst nur sporadische Weltcupeinsätze. In Oberhof lief er im Januar 2018 erstmals in einer schwedischen Weltcupstaffel und gewann als Startläufer mit Jesper Nelin, Sebastian Samuelsson und Fredrik Lindström das von dichtem Nebel geprägte Rennen. Im olympischen Staffelrennen, in dem Schweden die Goldmedaille gewann, lief Peppe Femling statt Ponsiluoma auf der ersten Position; auch Ponsiluoma erhielt aber in Pyeongchang einen Einsatz im olympischen Einzel und platzierte sich auf dem 38. Rang. Später in der Saison sammelte er beim Sprint in Kontiolahti als 37. erste Weltcuppunkte, mit denen er sich im Gesamtklassement auf Platz 96 einreihte.

### Aufstieg in die Weltspitze (seit 2018)
Ponsiluoma verbesserte seine Ergebnisse ab 2018 deutlich: 2018/19 und 2019/20 erzielte er – als 38. beziehungsweise 33. der Gesamtweltcupwertungen – zusammen mit Sebastian Samuelsson und Jesper Nelin die besten Resultate im schwedischen Männerteam. Er platzierte sich in mehreren Wettkämpfen unter den ersten 20 und stand im Dezember 2018 beim Sprint von Nové Město nach einem fehlerfreien Schießen als Dritter (hinter Johannes Thingnes Bø und Alexander Loginow) erstmals auf dem Podium eines Weltcup-Einzelrennens. Mit der Staffel triumphierte er im gleichen Monat in Hochfilzen zum zweiten Mal im Weltcup. Zusammen mit Emma Nilsson, Mona Brorsson und Sebastian Samuelsson gewann er in der Mixed-Staffel die Goldmedaille bei den Europameisterschaften 2019.
Im Winter 2020/21 zählte Ponsiluoma zu den schnellsten Athleten im Weltcup: Seine Laufzeiten lagen über die gesamte Saison gesehen vier Prozent unter dem Schnitt des Feldes. Bereits im Dezember 2020 erreichte er neben einem dritten Staffel-Weltcupsieg zwei Podestresultate in Einzelrennen, darunter einen zweiten Rang beim Massenstart in Hochfilzen mit 1,3 Sekunden Rückstand auf den Sieger Arnd Peiffer. Bei den Weltmeisterschaften 2021 auf der Pokljuka blieb er am 12. Februar im Sprintrennen ohne Schießfehler und lief mit gut elf Sekunden Vorsprung auf Simon Desthieux zur Goldmedaille. Ponsiluomas erster WM-Erfolg bedeutete zugleich seinen ersten Weltcupsieg und den ersten Weltmeistertitel für einen schwedischen Biathleten in einem Einzelrennen seit Adolf Wiklunds Erfolg bei der ersten WM 1958. Zudem holte er auf der Pokljuka mit der schwedischen Männerstaffel die Silbermedaille hinter dem norwegischen Quartett und mit der Mixed-Staffel Bronze. Er beendete die Saison an zehnter Stelle im Gesamtweltcup.
2021/22 knüpfte Ponsiluoma nur eingeschränkt an die Erfolge der Vorsaison an, was er selbst auf mangelnde Konstanz beim Schießen zurückführte – über die gesamte Saison lag seine Trefferquote durchschnittlich bei 76 % – und als Enttäuschung betrachtete. Im Weltcup war er als 22. der Gesamtwertung weit von den Ergebnissen seines drittplatzierten Teamkollegen Sebastian Samuelsson entfernt. In einzelnen Rennen erreichte er aber das Podium, darunter beim olympischen Massenstart in Peking, wo er mit zwei Schießfehlern die beste Trefferquote aller Teilnehmer hatte (neben Simon Eder) und mit 40 Sekunden Rückstand auf Johannes Thingnes Bø die Silbermedaille gewann. Bei den Sommerbiathlon-Weltmeisterschaften im gleichen Jahr wurde der Schwede Dritter im Gala-Massenstart hinter seinem Landsmann Sebastian Samuelsson und dem Deutschen Roman Rees.
Zu Beginn der Saison 2022/23 feierte Ponsiluoma im 20-Kilometer-Rennen in Kontiolahti seinen zweiten Weltcup-Einzelsieg (nach dem Weltmeistertitel 2021). Im weiteren Saisonverlauf erreichte er in vier weiteren Weltcuprennen das Podest und stand am Ende des Winters als bestplatzierter Schwede auf Rang fünf der Gesamtwertung. Hinter Johannes Thingnes Bø war er im Schnitt der zweitschnellste Läufer im Teilnehmerfeld. Bei den Weltmeisterschaften 2023 in Oberhof gewann Ponsiluoma im Massenstart die Silbermedaille mit einem Rückstand von 9,8 Sekunden auf seinen Landsmann Sebastian Samuelsson. An der Seite von Peppe Femling, Jesper Nelin und Samuelsson wurde er außerdem WM-Dritter mit der schwedischen Männerstaffel. Ein Jahr später errang die Staffel (nun mit Viktor Brandt anstelle von Femling) den Titel bei den Weltmeisterschaften in Nové Město. Zudem gewann Ponsiluoma WM-Bronze mit der Mixed-Staffel. In Einzelwettkämpfen erzielte er im Weltcup 2023/24 kein Podestergebnis und schloss die Saison auf Rang zehn in der Gesamtwertung ab. Während des Winters hatte Ponsiluoma anhaltende Probleme in der Leistenregion und unterzog sich nach Saisonende einer Operation.

## Persönliches
Martin Ponsiluomas Vater Jyrki startete als Skilangläufer bei den Olympischen Winterspielen 1992 und übernahm beim Heimatverein seines Sohnes Tullus SG die Position des sportlichen Leiters. Martin Ponsiluoma nahm auch an Skilanglaufwettkämpfen teil, entschied sich aber anders als etwa seine Teamkollegen Nelin und Samuelsson frühzeitig für eine Biathlon-Karriere, da er die Disziplin als spannender und weniger vorhersehbar als Langlauf betrachtet.

## Statistiken

### Weltcupsiege
| Nr. | Datum         | Ort           | Disziplin |
| --- | ------------- | ------------- | --------- |
| 1.  | 12. Feb. 2021 | Pokljuka (WM) | Sprint    |
| 2.  | 29. Nov. 2022 | Kontiolahti   | Einzel    |

| Nr. | Datum         | Ort        | Disziplin            |
| --- | ------------- | ---------- | -------------------- |
| 1.  | 7. Jan. 2018  | Oberhof    | Staffel (4×7,5 km) 1 |
| 2.  | 16. Dez. 2018 | Hochfilzen | Staffel (4×7,5 km) 2 |
| 3.  | 13. Dez. 2020 | Hochfilzen | Staffel (4×7,5 km) 3 |

### Biathlon-Weltcup-Platzierungen
Die Tabelle zeigt alle Platzierungen (je nach Austragungsjahr einschließlich Olympische Spiele und Weltmeisterschaften).
- 1.–3. Platz: Anzahl der Podiumsplatzierungen
- Top 10: Anzahl der Platzierungen unter den ersten zehn (einschließlich Podium)
- Punkteränge: Anzahl der Platzierungen innerhalb der Punkteränge (einschließlich Podium und Top 10)
- Starts: Anzahl gelaufener Rennen in der jeweiligen Disziplin
- Staffel: inklusive Mixed- und Single-Mixed-Staffeln

| Platzierung                    | Einzel | Sprint | Verfolgung | Massenstart | Staffel | Gesamt |
| ------------------------------ | ------ | ------ | ---------- | ----------- | ------- | ------ |
| 1. Platz                       | 1      | 1      |            |             | 3       | 5      |
| 2. Platz                       |        | 3      |            | 1           | 7       | 11     |
| 3. Platz                       |        | 2      | 2          |             | 6       | 10     |
| Top 10                         | 4      | 17     | 13         | 6           | 39      | 79     |
| Punkteränge                    | 10     | 37     | 34         | 19          | 42      | 142    |
| Starts                         | 14     | 51     | 36         | 19          | 42      | 162    |
| Stand: nach der Saison 2023/24 |        |        |            |             |         |        |

### Olympische Winterspiele
Ergebnisse bei Olympischen Winterspielen:
|                                             | Einzelwettbewerbe | Einzelwettbewerbe | Einzelwettbewerbe | Einzelwettbewerbe | Staffelwettbewerbe | Staffelwettbewerbe |
| Sprint                                      | Verfolgung        | Einzel            | Massenstart       | Herrenstaffel     | Mixedstaffel       |                    |
| ------------------------------------------- | ----------------- | ----------------- | ----------------- | ----------------- | ------------------ | ------------------ |
| Olympische Winterspiele 2018 \| Pyeongchang | –                 | –                 | 38.               | –                 | –                  | –                  |
| Olympische Winterspiele 2022 \| Peking      | 6.                | 11.               | 12.               | 2.                | 5.                 | 4.                 |

### Weltmeisterschaften
Ergebnisse bei Weltmeisterschaften:
| Weltmeisterschaften | Weltmeisterschaften | Einzelwettbewerbe | Einzelwettbewerbe | Einzelwettbewerbe | Einzelwettbewerbe | Staffelwettbewerbe | Staffelwettbewerbe | Staffelwettbewerbe |
| Jahr                | Ort                 | Sprint            | Verfolgung        | Einzel            | Massenstart       | Herrenstaffel      | Mixedstaffel       | S.-M.-Staffel      |
| ------------------- | ------------------- | ----------------- | ----------------- | ----------------- | ----------------- | ------------------ | ------------------ | ------------------ |
| 2019                | Östersund           | –                 | –                 | 47.               | –                 | 7.                 | –                  | –                  |
| 2020                | Antholz             | 27.               | 23.               | 29.               | 29.               | 10.                | –                  | –                  |
| 2021                | Pokljuka            | 1.                | 13.               | 34.               | 19.               | 2.                 | 3.                 | –                  |
| 2023                | Oberhof             | 18.               | 18.               | 11.               | 2.                | 3.                 | 9.                 | –                  |
| 2024                | Nové Město          | 10.               | 7.                | 39.               | 13.               | 1.                 | 3.                 | –                  |

### Juniorenweltmeisterschaften
| Weltmeisterschaften | Weltmeisterschaften | Einzel | Sprint | Verfolgung | Staffel |
| Jahr                | Ort                 | Einzel | Sprint | Verfolgung | Staffel |
| ------------------- | ------------------- | ------ | ------ | ---------- | ------- |
| 2014                | Presque Isle        | 14.    | 8.     | 14.        | DNS     |
| 2015                | Minsk               | 41.    | 29.    | 41.        | 7.      |
| 2016                | Cheile Grădiștei    | 69.    | 23.    | 30.        | 11.     |